# Каран, Юмит
Юмит Каран (нем. и тур. Ümit Karan; 1 октября 1976, Западный Берлин) — турецкий и немецкий футболист, нападающий; тренер. Выступал за «Генчлербирлиги» и «Галатасарай», в сезоне 2008/09 был капитаном «Галатасарая». Несмотря на то, что он дебютировал в сборной Турции ещё в 1999 году, Каран провёл за неё всего 10 матчей и не участвовал в финальных стадиях международных турниров.

## Карьера
Воспитанник берлинских клубов «Минерва 93» и «Герта Целендорф». Играл за клуб «Генчлербирлиги» в течение пяти сезонов. Затем перебрался в «Галатасарай» в начале сезона 2001/02 и был ключевым игроком в команде Мирчи Луческу в качестве главного нападающего после ухода Марио Жардела.
В течение 2004—2005-х годов был отдан в аренду «Анкараспору», поскольку главный тренер команды Георге Хаджи посчитал форму игрока слабой. Тем не менее Юмит совершил мощный сильный камбэк в сезоне 2005/06, играя под руководством нового наставника «Галатасарая» Эрика Геретса.
07 мая 2025 года Юмит Каран арестован по обвинению в домогательстве и сексуальном насилии в отношении женщины, работавшей в здании, где он проживал

## Достижения
- Чемпион Турции: 2001/02, 2005/06, 2007/08
- Обладатель Кубка Турции: 2001